# Río Hondo, Mexiko
Río Hondo är en ort i Mexiko.   Den ligger i kommunen San Andrés Teotilálpam och delstaten Oaxaca, i den sydöstra delen av landet, 300 km sydost om huvudstaden Mexico City. Río Hondo ligger 1 062 meter över havet och antalet invånare är 123.
Terrängen runt Río Hondo är bergig åt nordväst, men åt sydost är den kuperad. Runt Río Hondo är det glesbefolkat, med 17 invånare per kvadratkilometer. Närmaste större samhälle är San Felipe Usila, 19,4 km öster om Río Hondo. I omgivningarna runt Río Hondo växer i huvudsak städsegrön lövskog.